# Vlag van Eindhoven

Vlag van Eindhoven

De vlag van de gemeente Eindhoven is vastgesteld tijdens de vergadering van het College van burgemeester en wethouders op 14 oktober 1927 en door het college bevestigd op 4 oktober 1994. De kleuren van de vlag zijn rood en wit, wat tevens de kleuren van de gemeente zijn. De vlag wordt in het gemeentebesluit als volgt beschreven:
Rood-wit (...) aan den stok achtereenvolgens twee verticale banen, waarvan een rood en een wit (...) aansluitend aan de witte baan vijf horizontale banen, afwisselend rood en wit (...).
Aan de stok zijn twee verticale banen, een rode en een witte, waarbij de rode baan aan de linkerkant staat. Elke baan is een zevende van de breedte van de vlag. De banen stellen de stad zelf voor; de kleuren zijn ontleend aan het gemeentewapen.
Aan de witte baan zijn vijf horizontale banen, van boven naar beneden afwisselend rood en wit. Op de vlag zijn drie rode en twee witte banen. De banen moeten de voormalige gemeenten Woensel, Tongelre, Stratum, Gestel en Blaarthem en Strijp voorstellen. Deze gemeenten vormen samen met Eindhoven sinds 1920 één gemeente.
De vlag is ontworpen door de architect Louis Kooken.
Oudtijds gebruikte de gemeente een vlag van twee banen in de kleuren rood en wit.

## Standaard

Gemeentelijke standaard

Tegelijk met de vlag werd een gemeentelijke standaard ingevoerd. Het raadsbesluit meldt daar over:
(alsvoor, met) in den bovenhoek van de stok het rood-wit vervangen door het wapen der gemeente (...) het schild [in de vorm van een] vierkant ter lengte en breedte van twee banen.
Het rood-witte gemeentewapen in de broektop onderscheidt de standaard van de gemeentevlag.
Eindhoven is hierdoor in Nederland de enige gemeente met twee officiële vlaggen: een gemeentelijke vlag en een gemeentelijke standaard.
De omschrijvingen van de vlag en de standaard zijn in 1994 opnieuw vastgesteld omdat in de voorafgaande periode veel fouten in de vlagvoering waren geslopen.

## Stadsdelen

Centrum
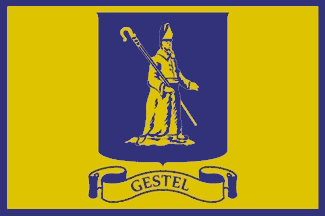
Gestel
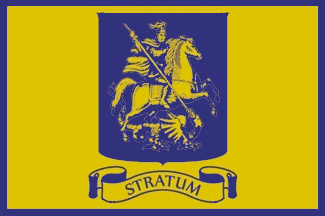
Stratum
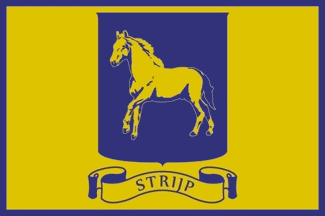
Strijp
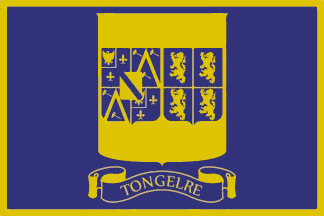
Tongelre
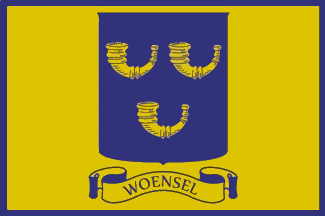
Woensel

## Verwante afbeelding

Het wapen van Eindhoven

Alphen-Chaam · Altena · Asten · Baarle-Nassau · Bergeijk · Bergen op Zoom · Bernheze · Best · Bladel · Boekel · Boxtel · Breda · Cranendonck · Deurne · Dongen · Drimmelen · Eersel · Eindhoven · Etten-Leur · Geertruidenberg · Geldrop-Mierlo · Gemert-Bakel · Gilze en Rijen · Goirle · Halderberge · Heeze-Leende · Helmond · 's-Hertogenbosch · Heusden · Hilvarenbeek · Laarbeek · Land van Cuijk · Loon op Zand · Maashorst · Meierijstad · Moerdijk · Nuenen, Gerwen en Nederwetten · Oirschot · Oisterwijk · Oosterhout · Oss · Reusel-De Mierden · Roosendaal · Rucphen · Sint-Michielsgestel · Someren · Son en Breugel · Steenbergen · Tilburg · Valkenswaard · Veldhoven · Vught · Waalre · Waalwijk · Woensdrecht · Zundert